# Радуништа
Радуништа (грч. Κρυόβρυση, Криовриси) је насељено место у општини Еордеја у периферији Западна Македонија, Грчка. Према попису из 2021. године било је 169 становника.
Према бугарском географу и историчару, Василу Канчову, у Радуништу је 1900. године живео 91 Словен хришћанин. После 1923. године у селу су насељене грчке избеглице из Турске, укупно 121 особа. На попису из 1991. године село је имало 204 житеља, од чега су половина Словени.